# Aubigny-la-Ronce
Aubigny-la-Ronce és un municipi francès, situat al departament de la Costa d'Or i a la regió de Borgonya - Franc Comtat. L'any 2007 tenia 164 habitants.

## Demografia

### Població
El 2007 la població de fet d'Aubigny-la-Ronce era de 164 persones. Hi havia 72 famílies, de les quals 24 eren unipersonals (8 homes vivint sols i 16 dones vivint soles), 20 parelles sense fills, 24 parelles amb fills i 4 famílies monoparentals amb fills.
La població ha evolucionat segons el següent gràfic:
Habitants censats

### Habitatges
El 2007 hi havia 104 habitatges, 73 eren l'habitatge principal de la família, 22 eren segones residències i 9 estaven desocupats. 101 eren cases i 2 eren apartaments. Dels 73 habitatges principals, 62 estaven ocupats pels seus propietaris, 8 estaven llogats i ocupats pels llogaters i 3 estaven cedits a títol gratuït; 4 tenien una cambra, 4 en tenien dues, 16 en tenien tres, 13 en tenien quatre i 36 en tenien cinc o més. 50 habitatges disposaven pel capbaix d'una plaça de pàrquing. A 34 habitatges hi havia un automòbil i a 31 n'hi havia dos o més.

## Economia
El 2007 la població en edat de treballar era de 106 persones, 90 eren actives i 16 eren inactives. De les 90 persones actives 83 estaven ocupades (47 homes i 36 dones) i 7 estaven aturades (4 homes i 3 dones). De les 16 persones inactives 8 estaven jubilades, 4 estaven estudiant i 4 estaven classificades com a «altres inactius».

### Ingressos
El 2009 a Aubigny-la-Ronce hi havia 73 unitats fiscals que integraven 170 persones, la mediana anual d'ingressos fiscals per persona era de 19.401 €.

### Activitats econòmiques
Dels 12 establiments que hi havia el 2007, 1 era d'una empresa extractiva, 2 d'empreses de fabricació d'altres productes industrials, 2 d'empreses de construcció, 1 d'una empresa d'informació i comunicació, 2 d'empreses de serveis, 2 d'entitats de l'administració pública i 2 d'empreses classificades com a «altres activitats de serveis».
Dels 4 establiments de servei als particulars que hi havia el 2009, 1 era un taller de reparació d'automòbils i de material agrícola, 1 guixaire pintor, 1 lampisteria i 1 perruqueria.
L'any 2000 a Aubigny-la-Ronce hi havia 6 explotacions agrícoles que ocupaven un total de 882 hectàrees.